# Pósfai Mihály
Pósfai Mihály (Szombathely, 1963. április 19. –) Széchenyi-díjas magyar geológus, mineralógus, egyetemi tanár, a Magyar Tudományos Akadémia rendes tagja.

## Élete
Középiskolai tanulmányait a Nagy Lajos Gimnázium matematika tagozatán végezte, majd egy éves sorkatonai szolgálatát Lentiben töltötte. 1987-ben az Eötvös Loránd Tudományegyetemen szerzett okleveles geológus diplomát, majd az ELTE Ásványtani Tanszékén volt kutatási asszisztens. Rövid ideig tolmácsként dolgozott, majd az akkor alakuló Közép-Európai Egyetem környezettudományi kurzusát végezte.
1991 és 1992 között négy hónapig a Stockholmi Egyetemen tanult, 1992-ben szerzett PhD fokozatot. 1992-től 1994-ig, majd 1996 és 1998 között az Arizona State University geológia tanszékén dolgozott kutatóként. Közben 1994-től a Pannon Egyetem egyetemi docense volt, 2004-ben az MTA doktora lett. 2004 és 2005 között négy hónapig a Cambridge-i Egyetemen kutatott. 2005-ben habilitált, 2006 óta a Pannon Egyetem egyetemi tanára. 2010-ben a Magyar Tudományos Akadémia levelező, 2016-ban rendes tagjává választották.
Szakterülete az ásványtan, kutatási területe a környezeti ásványtan, a tavi karbonátképződés, a biogén eredetű mágneses nanokristályok tulajdonságai és képződésük folyamata, az egyedi légköri aeroszol részecskék fizikai és kémiai tulajdonságai és éghajlati hatásai, valamint a szulfidásványok kristálykémiája.
Három gyermek édesapja. Balatonfüreden él.

## Díjai, elismerései
- Akadémiai Díj (2010)
- Szent-Györgyi Albert-díj (2013)
- Széchenyi-díj (2016)